# Laigné-en-Belin
Pour les articles homonymes, voir Laigne.
Laigné-en-Belin est une ancienne commune française, située dans le département de la Sarthe en région Pays de la Loire, peuplée de 2 269 habitants (les Laignéens). Elle fait partie du Pays du Mans (syndicat mixte ouvert). Le 1er janvier 2025, elle fusionne avec Saint-Gervais-en-Belin pour former la commune nouvelle de Laigné-Saint-Gervais.
La commune fait partie de la province historique du Maine, et se situe dans le Haut-Maine (Maine blanc).

## Géographie
Laigné-en-Belin se situe à : 
- 8 minutes de l'entrée du circuit du Mans
- 11 minutes de la rocade Sud du Mans
- 15 minutes de l'autoroute A 11
- 20 minutes du centre du Mans
- 10 minutes de l'autoroute A 28

| Moncé-en-Belin         | Mulsanne            |         |
| Saint-Gervais-en-Belin | Laigné-en-Belin     | Teloché |
|                        | Saint-Ouen-en-Belin | Écommoy |

### Climat
Pour des articles plus généraux, voir Climat des Pays de la Loire et Climat de la Sarthe.
En 2010, le climat de la commune est de type climat océanique dégradé des plaines du Centre et du Nord, selon une étude du CNRS s'appuyant sur une série de données couvrant la période 1971-2000. En 2020, Météo-France publie une typologie des climats de la France métropolitaine dans laquelle la commune est dans une zone de transition entre le climat océanique et le climat océanique altéré et est dans la région climatique Moyenne vallée de la Loire, caractérisée par une bonne insolation (1 850 h/an) et un été peu pluvieux. 
Pour la période 1971-2000, la température annuelle moyenne est de 11,4 °C, avec une amplitude thermique annuelle de 14,4 °C. Le cumul annuel moyen de précipitations est de 681 mm, avec 11,5 jours de précipitations en janvier et 7,1 jours en juillet. Pour la période 1991-2020, la température moyenne annuelle observée sur la station météorologique de Météo-France la plus proche, sur la commune du Mans à 14 km à vol d'oiseau, est de 12,4 °C et le cumul annuel moyen de précipitations est de 693,4 mm,. Pour l'avenir, les paramètres climatiques de la commune estimés pour 2050 selon différents scénarios d'émission de gaz à effet de serre sont consultables sur un site dédié publié par Météo-France en novembre 2022.

## Urbanisme

### Typologie
Au 1er janvier 2024, Laigné-en-Belin est catégorisée petite ville, selon la nouvelle grille communale de densité à sept niveaux définie par l'Insee en 2022.
Elle appartient à l'unité urbaine du Mans, une agglomération intra-départementale regroupant 19  communes, dont elle est une commune de la banlieue,,. Par ailleurs la commune fait partie de l'aire d'attraction du Mans, dont elle est une commune de la couronne,. Cette aire, qui regroupe 144 communes, est catégorisée dans les aires de 200 000 à moins de 700 000 habitants,.

### Occupation des sols
L'occupation des sols de la commune, telle qu'elle ressort de la base de données européenne d’occupation biophysique des sols Corine Land Cover (CLC), est marquée par l'importance des territoires agricoles (87,7 % en 2018), en diminution par rapport à 1990 (91,1 %). La répartition détaillée en 2018 est la suivante : 
zones agricoles hétérogènes (43,4 %), terres arables (36,1 %), zones urbanisées (8,6 %), prairies (8,2 %), forêts (3,7 %). L'évolution de l’occupation des sols de la commune et de ses infrastructures peut être observée sur les différentes représentations cartographiques du territoire : la carte de Cassini (XVIIIe siècle), la carte d'état-major (1820-1866) et les cartes ou photos aériennes de l'IGN pour la période actuelle (1950 à aujourd'hui).

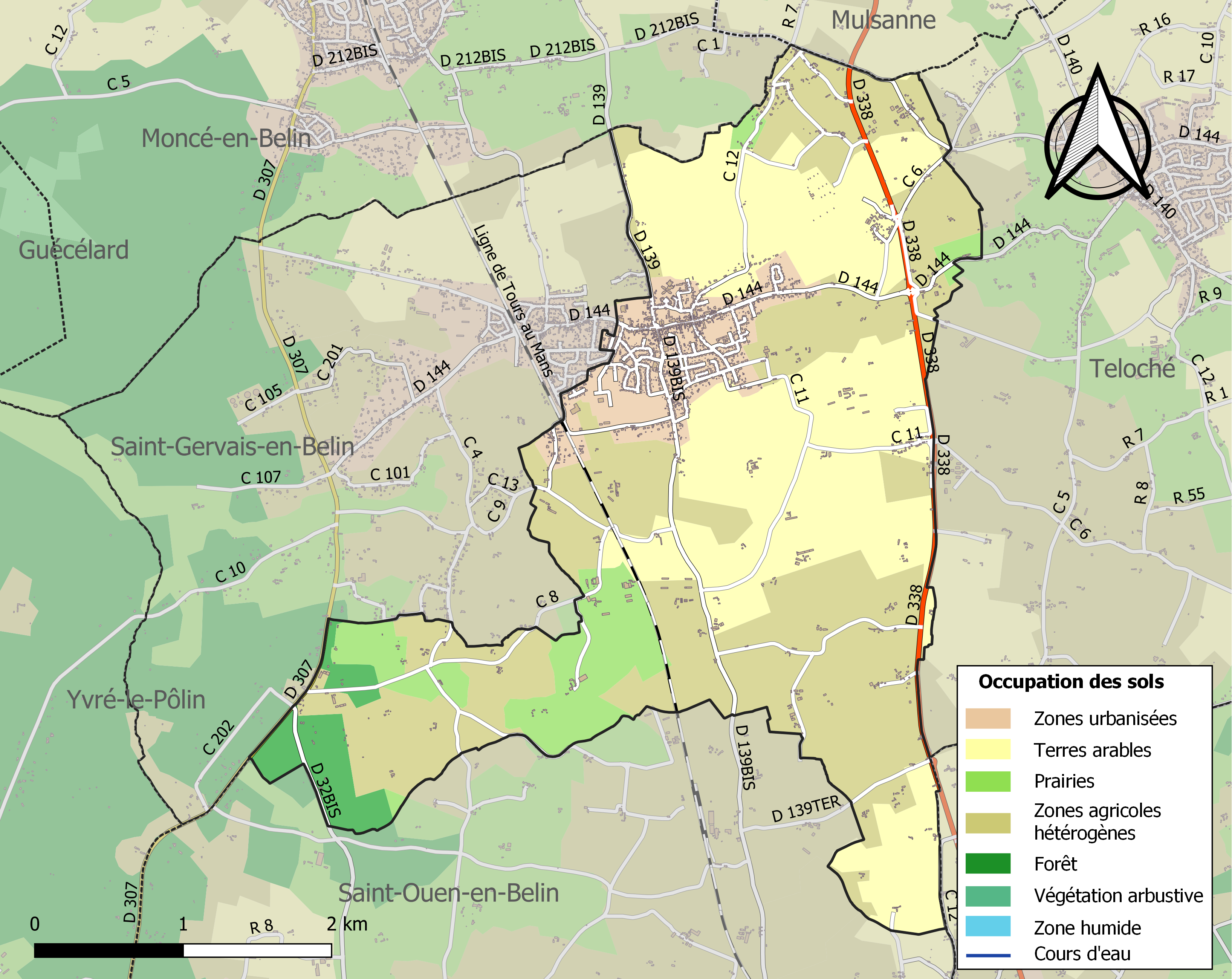
Carte des infrastructures et de l'occupation des sols de la commune en 2018 (CLC).

## Toponymie
Le suffixe Belin évoque l'appartenance de la commune au territoire du Belinois.

## Histoire
Par un arrêté préfectoral du 16 septembre 2024, la commune de Laigné-Saint-Gervais est créée par fusion de Laigné-en-Belin et Saint-Gervais-en-Belin.

## Héraldique
| Blason de Laigné-en-Belin | Blason  | Trois gerbes d’or sur fond d’azur.                                           |
| Blason de Laigné-en-Belin | Détails | Blason des Comtes de Belin. Le statut officiel du blason reste à déterminer. |

## Politique et administration

### Liste des maires
| Période                                  | Période       | Identité            | Étiquette | Qualité |
| ---------------------------------------- | ------------- | ------------------- | --------- | --- |
| Les données manquantes sont à compléter. |               |                     |           | |
| 1925                                     | 1927          | Louis Bailleul      |           | |
| 1927                                     |               | M. Loiseau          |           | |
| Les données manquantes sont à compléter. |               |                     |           | |
| 1946                                     | 1962          | Ariste Jamin        |           | |
| 1962                                     | mars 1989     | Robert Coulon       |           | Négociant |
| mars 1989                                | mars 2001     | Georges Fouqueray   |           | Artisan maçon, ancien premier adjoint au maire Président du SIVOM de Laigné - Saint-Gervais-en-Belin (1989 → ?) |
| mars 2001                                | mars 2008     | Jean-Paul Fouqueray | DVD       | Agriculteur Vice-président de la CC d'Orée de Bercé - Belinois (2001 → 2008)                                    |
| mars 2008                                | décembre 2024 | Nathalie Dupont     | DVD       | Agricultrice Présidente de la CC d'Orée de Bercé - Belinois (2014 → )                                           |

### Liste des maires délégués
| Période      | Période  | Identité              | Étiquette | Qualité                                                               |
| ------------ | -------- | --------------------- | --------- | --------------------------------------------------------------------- |
| janvier 2025 | En cours | Nathalie Leroy-Duprey | DVD       | Agricultrice Présidente de la CC d'Orée de Bercé - Belinois (2014 → ) |

## Démographie
L'évolution du nombre d'habitants est connue à travers les recensements de la population effectués dans la commune depuis 1793. Pour les communes de moins de 10 000 habitants, une enquête de recensement portant sur toute la population est réalisée tous les cinq ans, les populations de référence des années intermédiaires étant quant à elles estimées par interpolation ou extrapolation. Pour la commune, le premier recensement exhaustif entrant dans le cadre du nouveau dispositif a été réalisé en 2007.
En 2022, la commune comptait 2 269 habitants, en évolution de −4,5 % par rapport à 2016 (Sarthe : −0,25 %, France hors Mayotte : +2,11 %).
| 1793  | 1800  | 1806  | 1821  | 1831  | 1836  | 1841  | 1846  | 1851  |
| ----- | ----- | ----- | ----- | ----- | ----- | ----- | ----- | ----- |
| 1 101 | 1 140 | 1 202 | 1 238 | 1 248 | 1 382 | 1 418 | 1 446 | 1 465 |

| 1856  | 1861  | 1866  | 1872  | 1876  | 1881  | 1886  | 1891  | 1896  |
| ----- | ----- | ----- | ----- | ----- | ----- | ----- | ----- | ----- |
| 1 440 | 1 406 | 1 388 | 1 304 | 1 278 | 1 251 | 1 303 | 1 251 | 1 253 |

| 1901  | 1906  | 1911  | 1921  | 1926  | 1931  | 1936  | 1946  | 1954  |
| ----- | ----- | ----- | ----- | ----- | ----- | ----- | ----- | ----- |
| 1 201 | 1 271 | 1 229 | 1 116 | 1 159 | 1 064 | 1 033 | 1 105 | 1 070 |

| 1962  | 1968  | 1975  | 1982  | 1990  | 1999  | 2006  | 2007  | 2012  |
| ----- | ----- | ----- | ----- | ----- | ----- | ----- | ----- | ----- |
| 1 027 | 1 125 | 1 363 | 1 687 | 1 754 | 1 910 | 2 145 | 2 178 | 2 416 |

| 2017  | 2022  | - | - | - | - | - | - | - |
| ----- | ----- | - | - | - | - | - | - | - |
| 2 353 | 2 269 | - | - | - | - | - | - | - |

## Lieux et monuments
- La commune de Laigné-en-Belin était autrefois une région propice à la culture du chanvre. Un four à chanvre est toujours présent sur la commune et a été remis en service en 2001, lors du comice agricole ayant pour thème « le chanvre d'hier et d'aujourd'hui ».
- Église Saint-Martin-de-Tours, des XIIe et XIXe siècles.
- Chapelle Sainte-Anne, des XIe et XIIe siècles.
- La gare de Laigné-Saint-Gervais dessert les deux communes.

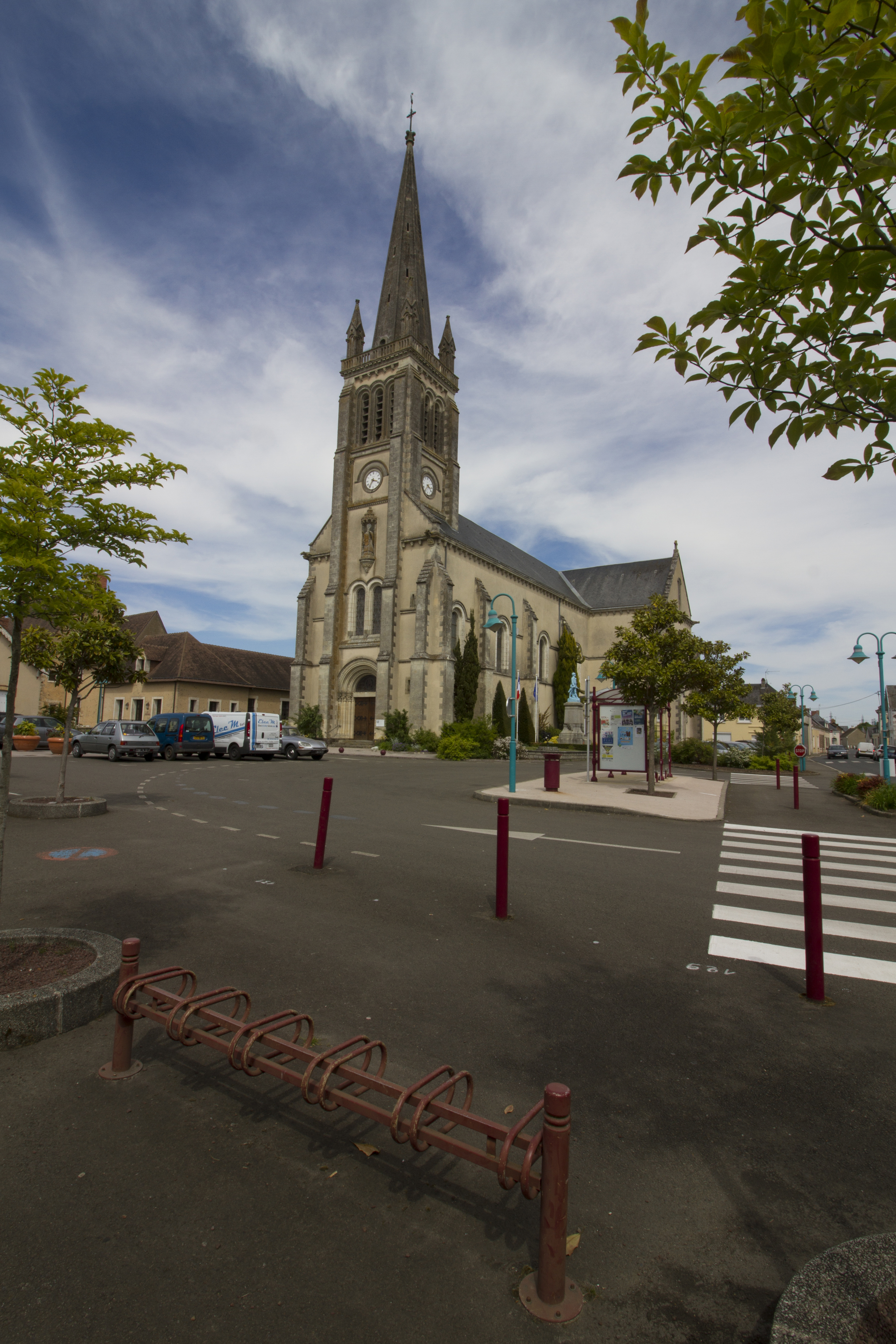
L'église Saint-Martin.
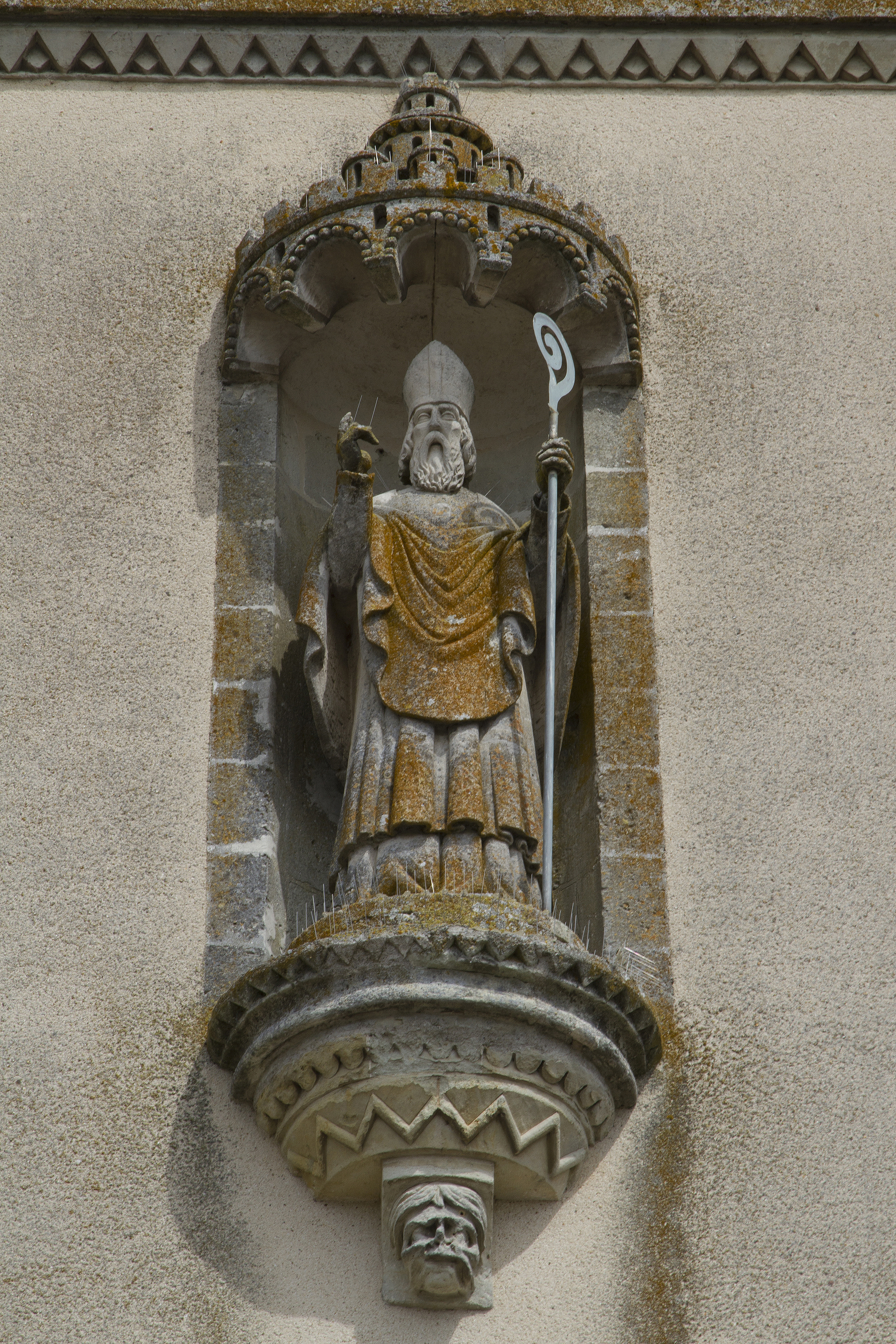
Détail de la façade de l'église Saint-Martin.
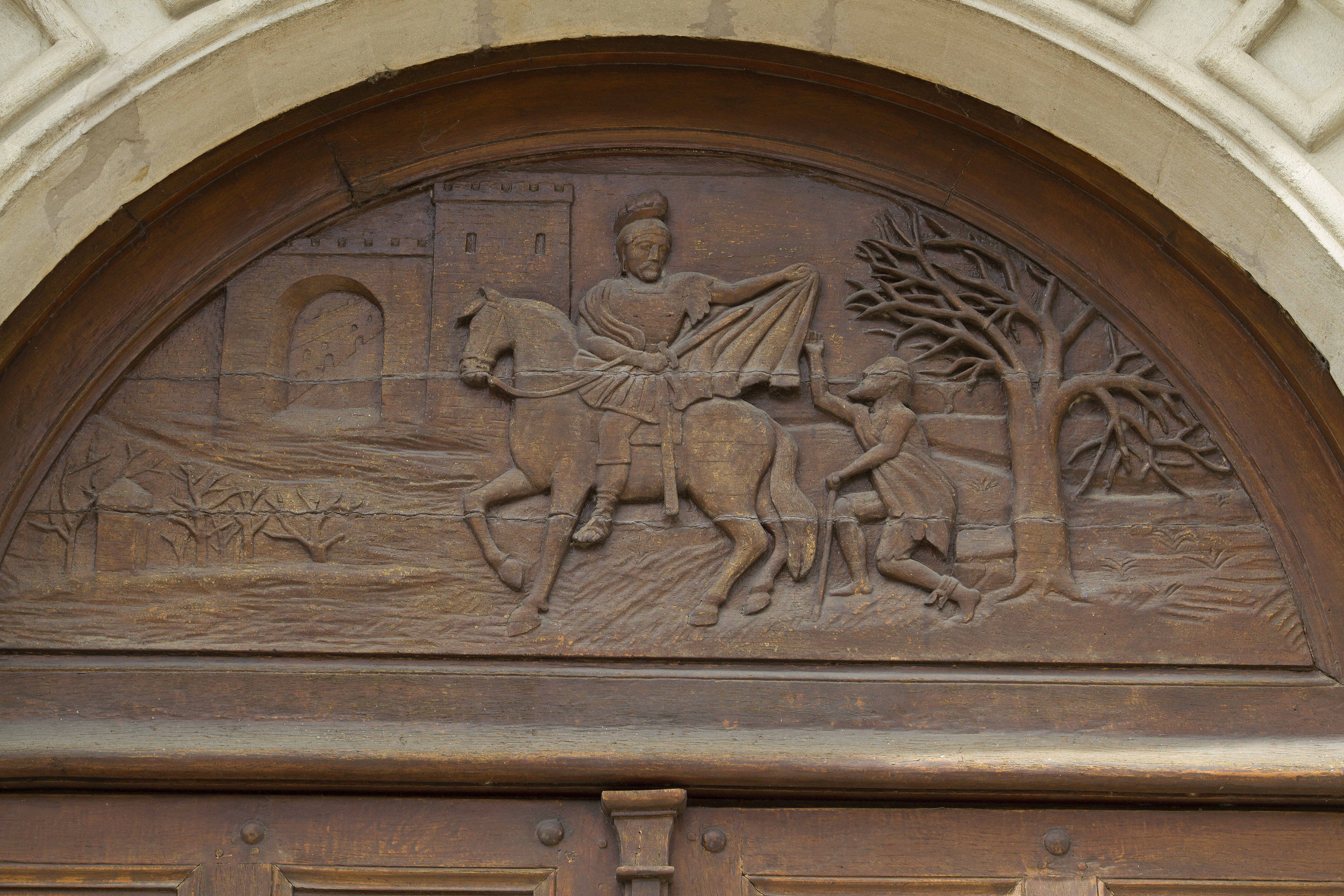
Détail de la porte sud de l'église Saint-Martin.
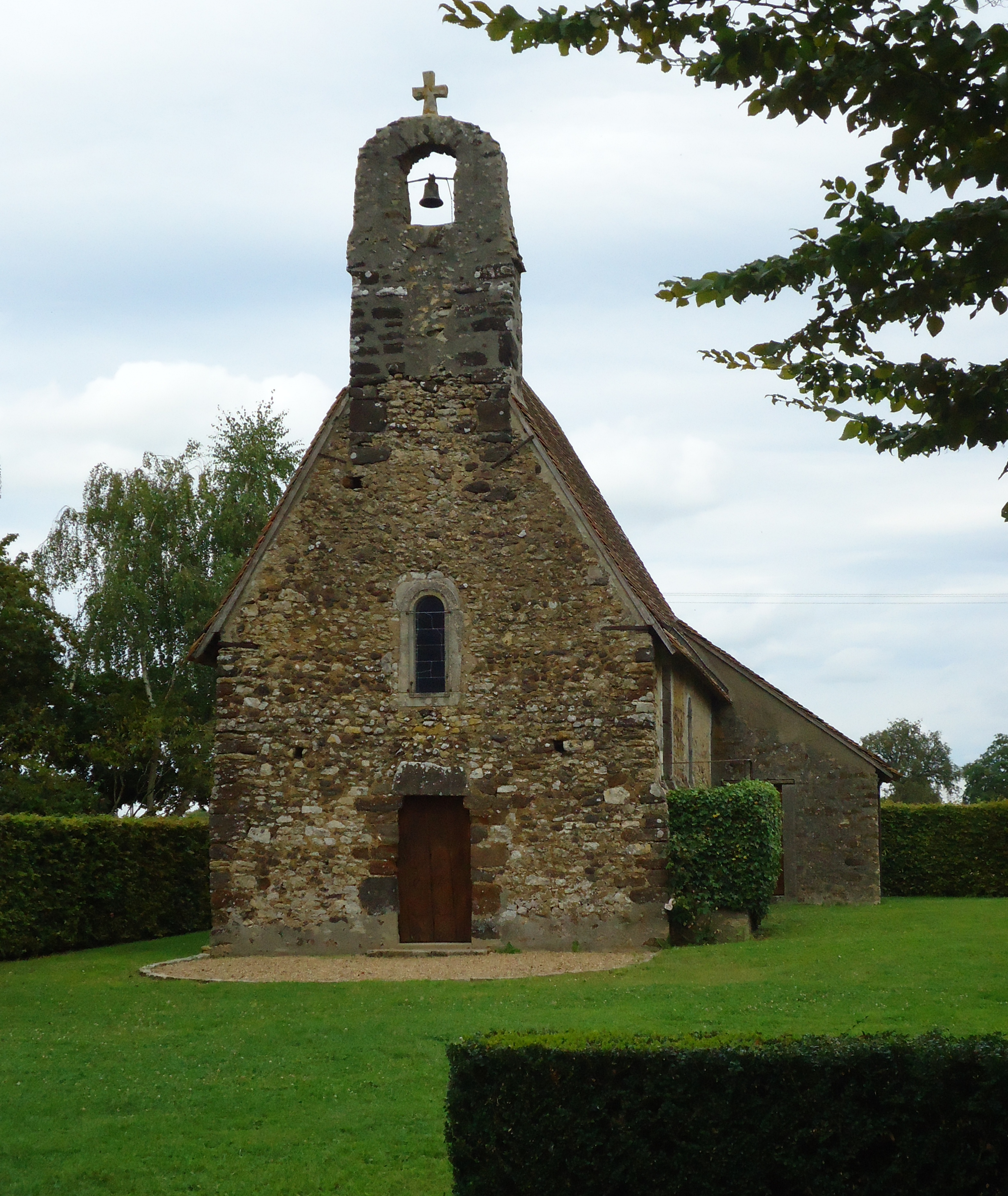
La chapelle Saint-Anne.

## Activité et manifestations

### Jumelages
La commune de Laigné a été pionnière dans les échanges franco-allemands avec le canton de Stuhr en Allemagne.

### Vie associative
Plusieurs associations existent en partenariat avec la commune de Saint-Gervais-en-Belin.
C'est le cas du Cercle olympique de Laigné-Saint-Gervais (COLSG) qui comprend une section football, basket-ball, tir à l'arc, tennis, tennis de table et les échanges franco-allemands.
L'orchestre d'harmonie du Bélinois siège dans cette commune et participe à plusieurs animations dans les communes du Bélinois, de la Sarthe et en France. L'OHB est jumelé avec l'harmonie de Gignac (Hérault), Fasche Tumesnil (Nord) et la musique de Stuhr.

## Personnalités liées à la commune
- Basile Moreau (1799 à Laigné-en-Belin - 1873), prêtre et père fondateur de la congrégation de Sainte-Croix a été nommé bienheureux le 15 septembre 2007 au Mans.
- Sébastien Bourdais (né en 1979), pilote automobile, a habité Laigné.